# 热尔蒙-鲁夫尔
热尔蒙-鲁夫尔（法語：Germond-Rouvre，法語發音：[ʒɛʁmɔ̃ ʁuvʁ]）是法国德塞夫勒省的一个市镇，属于尼奥尔区。该市镇于1973年由原市镇热尔蒙（Germond）和鲁夫尔（Rouvre）合并而成。

## 地理
热尔蒙-鲁夫尔（46°27'18"N, 0°25'13"W）面积17.88 平方千米，位于法国新阿基坦大区德塞夫勒省，该省份为法国西部内陆省份，北起曼恩-卢瓦尔省，西接旺代省，南至夏朗德省和滨海夏朗德省，东临维埃纳省。
与热尔蒙-鲁夫尔接壤的市镇（或旧市镇、城区）包括：埃希雷、尚德尼耶、谢尔沃、圣韦娜。
热尔蒙-鲁夫尔的时区为UTC+01:00、UTC+02:00（夏令时）。

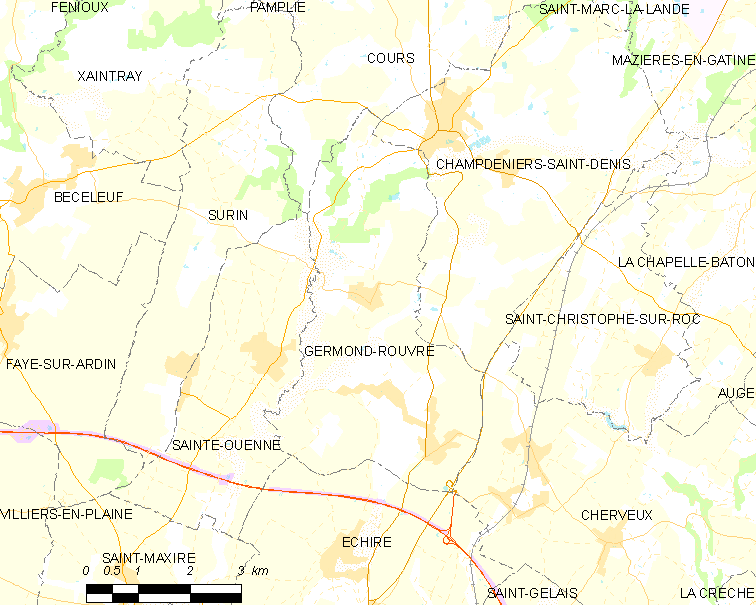
热尔蒙-鲁夫尔的OSM定位图

## 行政
热尔蒙-鲁夫尔的邮政编码为79220，INSEE市镇编码为79133。

## 政治
热尔蒙-鲁夫尔所属的省级选区为欧蒂兹-埃格赖县。

## 人口

1962-2008年间热尔蒙-鲁夫尔人口变化图示

热尔蒙-鲁夫尔于2022年1月1日时的人口数量为1180人。